# Por un puñado de besos
Por un puñado de besos es una película española dirigida por David Menkes y protagonizada por Ana de Armas y Martiño Rivas. Se estrenó en España el 16 de mayo de 2014. Está basada en la novela Un poco de abril, algo de mayo, todo septiembre del escritor Jordi Sierra i Fabra.

## Argumento
Sol (Ana de Armas) es una joven que busca pareja. Para ello decide poner un anuncio en la prensa que la lleva a conocer a Dani (Martiño Rivas). Entre ambos surge una apasionada historia de amor que parece perfecta, pero que quizás no lo sea tanto.

## Reparto principal
- Ana de Armas es Sol.
- Martiño Rivas es Dani.
- Megan Montaner es Lidia.
- Marina Salas es Gloria.
- Jan Cornet es Darío.
- Alejandra Onieva es Mamen.
- Joel Bosqued es Sandro.
- Andrea Duro es Marta.

## Festivales
La película concurrió en la sección oficial del Festival de Málaga en 2014.